# Lepthyphantes bigerrensis
Lepthyphantes bigerrensis là một loài nhện trong họ Linyphiidae.
Loài này thuộc chi Lepthyphantes. Lepthyphantes bigerrensis được Eugène Simon miêu tả năm 1929.